# Joseph Fan Zhongliang

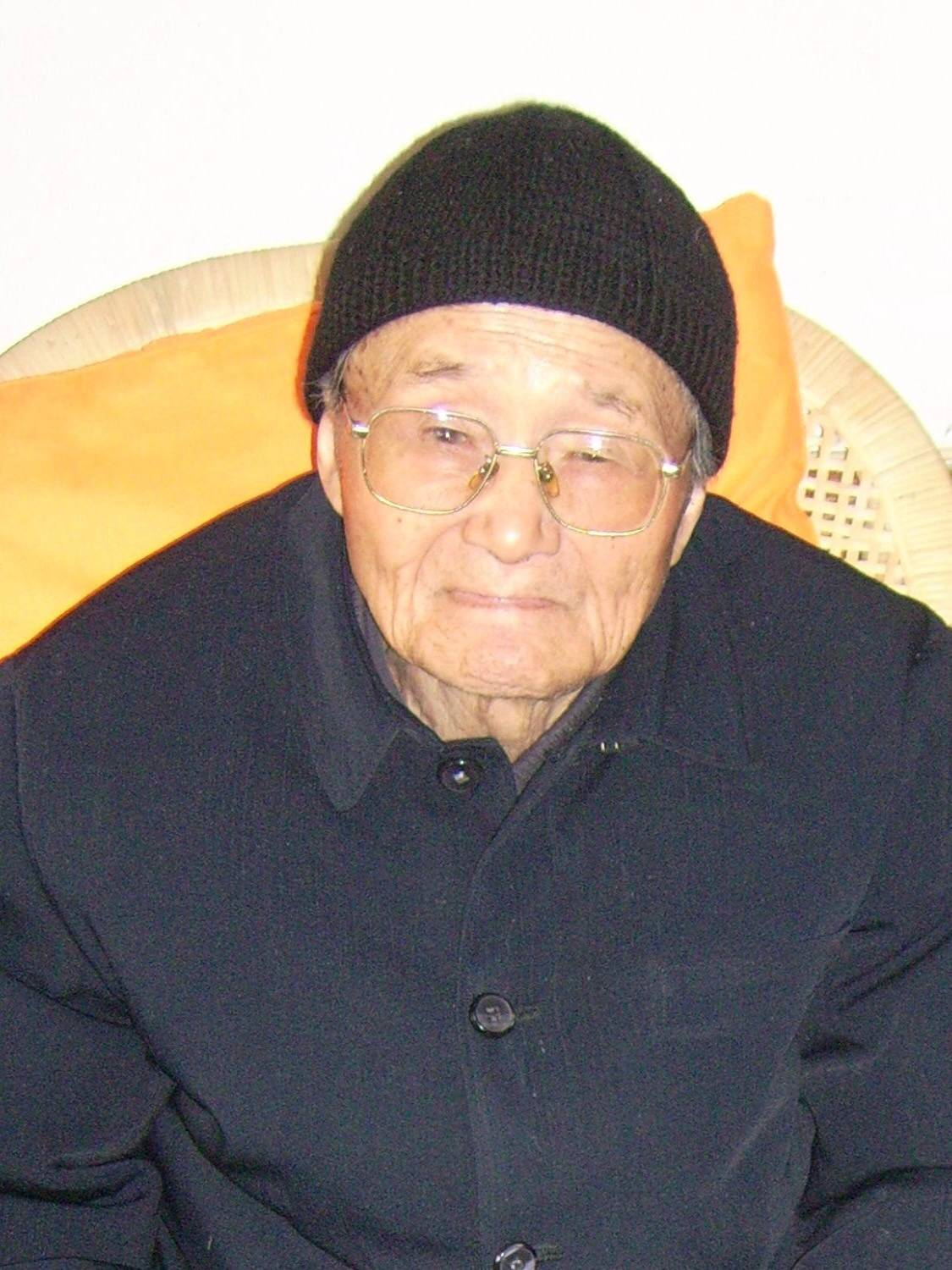
Joseph Fan Zhongliang

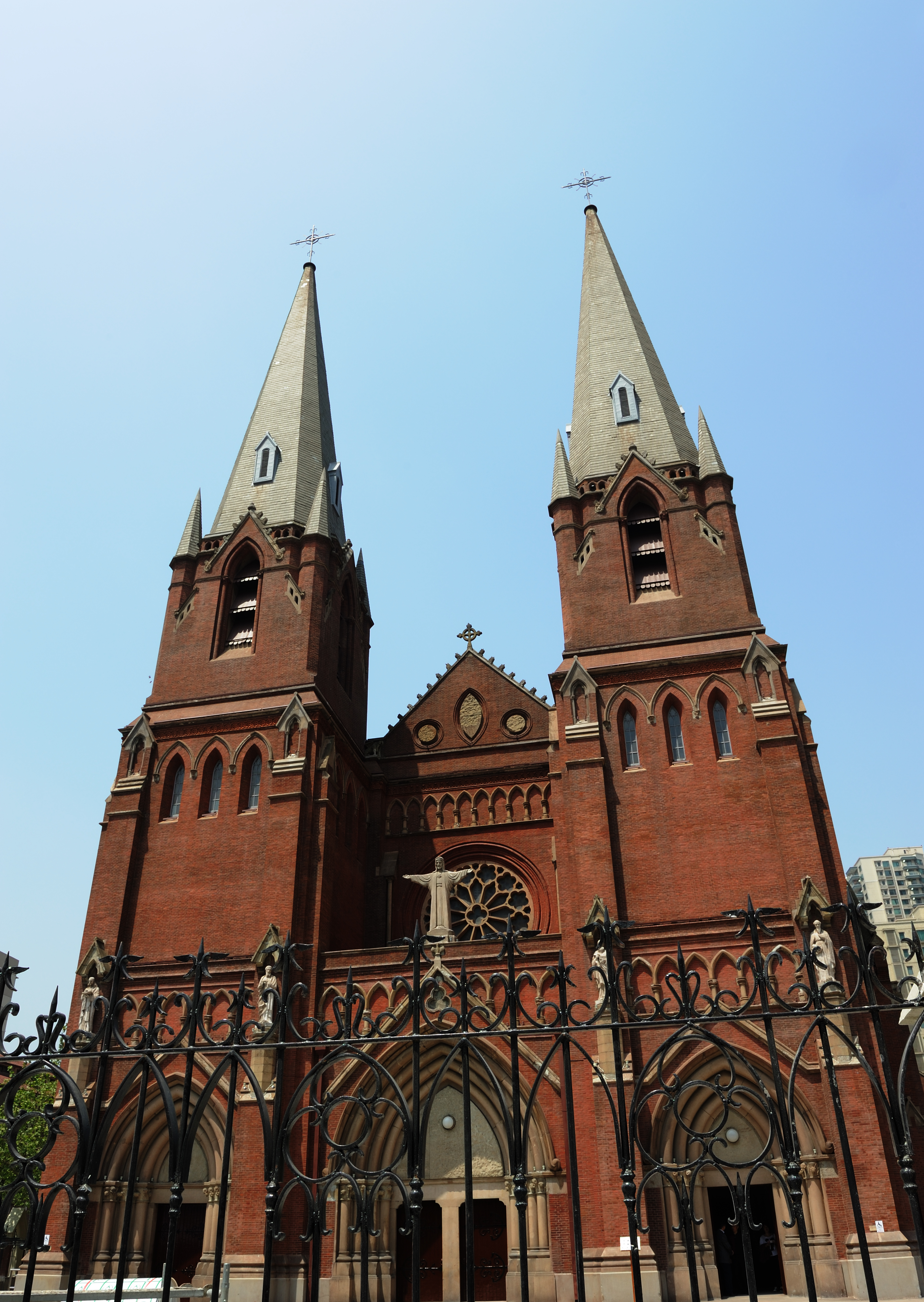
Xujiahui-katedralen i Shanghai.

Joseph Fan Zhongliang, född 18 december 1918 i Shanghai, död 16 mars 2014 i Shanghai, var en kinesisk katolsk biskop i stiftet Shanghai i Folkrepubliken Kina. 
Han blev biskop för den katolska underjordiska kyrkan, och var till att börja med hjälpbiskop i Shanghai. Han blev satt i fängelse många gånger. Säkerhetspolisen tog honom ofta med sig för långa förhör och gjorde husrannsakningar. 1992 beslagtog myndigheterna kyrkans pengar, och många av biskopens personliga ägodelar, som till exempel hans biskopsring. 
Formellt sett var det kardinal Ignatius Kung Pin-Mei som var rättmätig ledare av kyrkan i Shanghai. Efter lång fångenskap i Kina hade han fått resa til USA, och dog där 2000. Då övertog Fan Zhongliang som underjordisk biskop i Shanghai. Eftersom en annan tidigare jesuit, Aloysius Jin Luxian, av myndigheterna ansågs som den rätte biskopen av Shanghai, innebar detta en allvarlig splittring inom kyrkan. 
Båda biskoparna hade dock uppnått en hög ålder, och efter att det politiska klimatet i Folkrepubliken hade förändrats, började de samarbeta. De blev, med såväl Vatikanens som myndigheternas uppbackning, eniga om en kandidat som kunde efterträda dem båda när den tid kom. Det blev Joseph Xing Wenzhi, som blev konsekrerad till hjälpbiskop den 28 juni 2005. Xing försvann dock 2011.
År 2008 bodde både biskop Fan – som blivit starkt försvagad på grund av sin höga ålder – och koadjutorn biskop Jin i den stora biskopsgården i Shanghai. Biskop Jin var, med sina själsförmögenheter i behåll, den som de facto framstod som Shanghais huvudbiskop.  
Biskop Fan efterträddes 2014 av Thaddeus Ma Daqin.